# Smädný mních

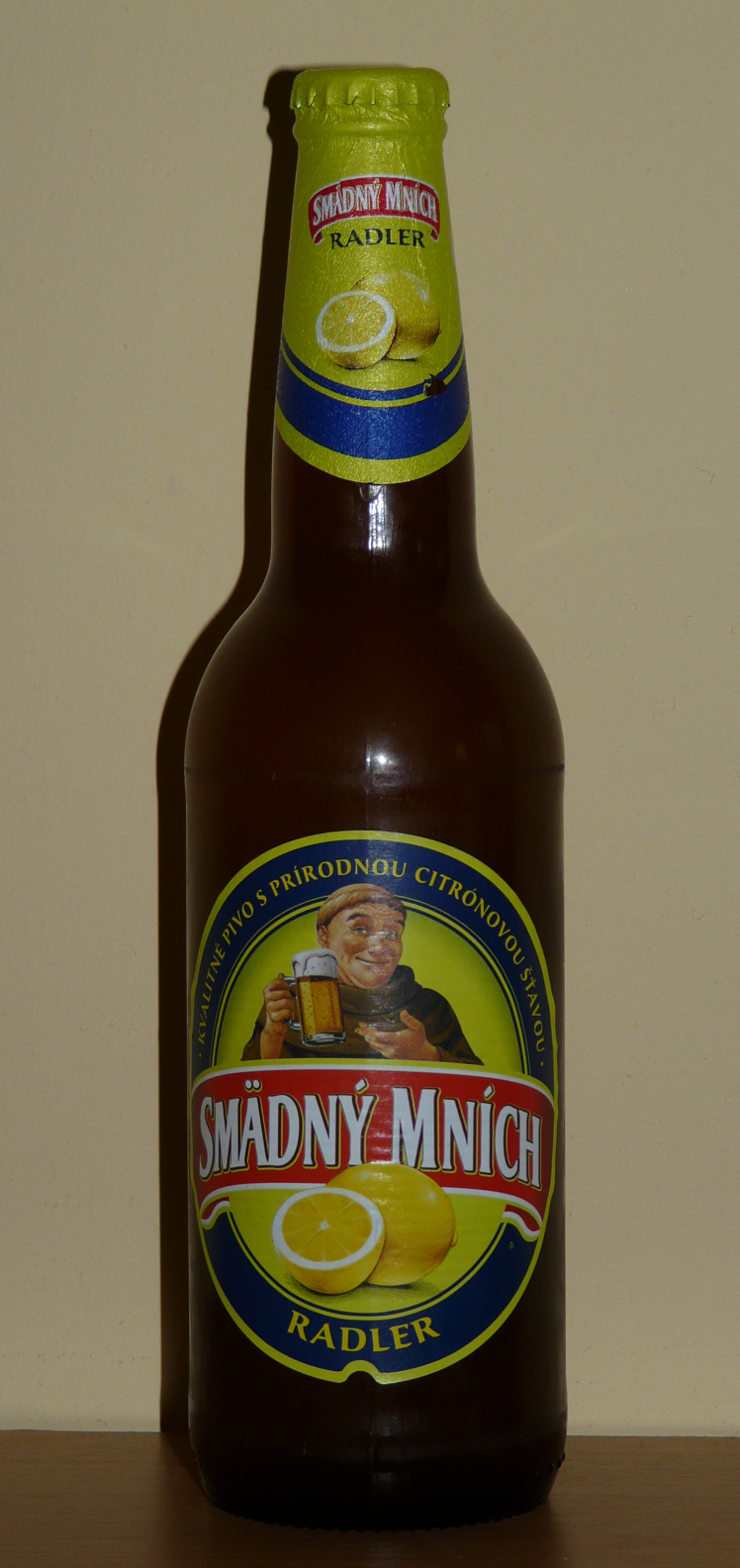
Napój Smädný mních Radler na bazie piwa

Smädný mních (pol. „Spragniony Mnich”) – marka słowackiego piwa produkowanego w browarze Šariš przez spółkę Pivovary Topvar, należącą do grupy SABMiller. Aktualnie występuje tylko jedna odmiana piwa, mająca 10% ekstraktu oraz 4,0% alkoholu. Wcześniej Smädný mních występował w trzech odmianach 10%, 12% i bezalkoholowy. Różnił się także wizerunkiem mnicha na etykiecie.
W sprzedaży występuje również napój Smädný mních Radler (2,0% alkoholu). Napój jest połączeniem piwa (47%) z kwasem cytrynowym i naturalnym sokiem z cytryny.